# DRG 01
Паровоз BR 01 — магистральный пассажирский паровоз, предназначенный для работы с пассажирскими поездами дальнего следования и выпускавшийся по заказу Управления немецких железных дорог (DRG), был первым стандартизованным (Einheitslok) локомотивом единой Германской системы железных дорог. Использование стандартизованных локомотивов позволило снизить стоимость обслуживания, за счет поставок одинаковых деталей во все депо, где они могли быть использованы для ремонта любых стандартизованных паровозов.

## История
Основными производителями этих паровозов стали заводы AEG и Borsig, которые совместно с Henschel, Hohenzollern, Krupp и BMAG построили для Deutsche Reichsbahn в общей сложности 231 паровоз в период с 1926 по 1938 год.
Немецким конструкторам было необходимо сделать выбор между 2-цилиндровым BR 01 и 4-цилиндровым BR 02, которых было построено по 10 опытных экземпляров. Были проведены ходовые испытания, в результате которых выбор пал на более простой в обслуживании BR 01, опередив более экономичный и мощный BR 02. Последний больше не выпускался.
Первым эксплуатировавшимся BR 01 стал паровоз не с номером 001, а 008, позже попавший в экспозицию железнодорожного музея Bochum-Dahlhausen в Германии. Серийный выпуск был отложен по причине того что в 1920-х годах не было необходимости в паровозах с нагрузкой на ось 20 тонн, а также не было депо с поворотными кругами достаточного для BR 01 диаметра. Лишь к началу 1930-х класс 01 стал преобладающим пассажирским локомотивом Deutsche Reichsbahn. К 1938 году 231 паровоз работал со скорыми поездами повышенной комфортности. Остальные 10 паровозов (01 111, 01 233–241) появились в период с 1937 по 1942 год в результате переоборудования опытных BR 02 в двухцилиндровые. Оставшееся на многих линиях ограничение по нагрузке на ось, стало причиной того, что в начале 1930-х годов был начат выпуск двухцилиндровых паровозов BR 03, с нагрузкой на ось 18 тонн, 298 из которых к тому времени (1937-1942) уже были построены. В 1939 году появилось дальнейшее развитие BR 01 - трехцилиндровый паровоз, получивший обозначение BR 01.10

## Сохранившиеся локомотивы

### Действующие
- 01 118;
- 01 066;
- 01 202;
- 01 533 (бывший 01 116).

Используются для вождения музейных поездов с туристами.

### Недействующие
- 01 005 – Дрезденский музей транспорта;
- 01 008 – Железнодорожный музей в Бохум-Дальхаузене (первый из работавших BR 01);
- 01 111 – Музей паровозов (Нойенмаркт);
- 01 137 – Музей DB;
- 01 150 – Музей DB;
- 01 164 – Музей паровозов (Нойенмаркт);
- 01 173 – Частная собственность. Арендован Deutsches Technikmuseum (Berlin);
- 01 204 – Частная собственность;
- 01 220 – Памятник в Тройхтлингене, музей DB;
- 01 509 (бывший 01 143) - общество Ulm Railway Friends;
- 01 514 (бывший 01 208) - Музей техники (Шпейер);
- 01 519 (бывший 01 186) - общество Eisenbahnfreunde Zollernbahn;
- 01 531 (бывший 01 158) - Нюрнбергский музей транспорта.